# Адам Левак
Адам Еміль Левак (пол. Adam Emil Lewak; 3 вересня 1891, с. Пеняки, нині Бродівський район, Львівська область — 25 червня 1963, м. Гдиня, Польща) — польський історик, директор бібліотеки Варшавського університету, видавець, член бібліотечних асоціацій у Швейцарії та Польщі, Польського історичного товариства, членом-кореспондентом Варшавського наукового товариства, співробітником історичної комісії ПАУ, одним із засновників та співредактором Польського біографічного словника, член правління Варшавського товариства любителів історії.

## Життєпис
У 1911 році він склав випускний іспит у цісарсько-королівській гімназії імені кронпринца Рудольфа у Бродах. По закінченню гімназії, упродовж 1911—1917 років навчався на гуманітарному факультеті Львівського університету. Під керівництвом відомих польських науковців таких, як Шимон Ашкеназі, Броніслав Дембінський, Вільгельм Брухнальський, Юзеф Калленбах, Казімеж Твардовський вивчав літературознавство, історію та філософію.
У 1913 році він отримав стипендію та був делегований до польського музею в Раперсвілі (кантон Санкт-Галлен, Швейцарія) для роботи з бібліотечними фондами музею. Відтоді він пов'язав своє життя з бібліотечною справою, ніколи не нехтуючи своїми історичними дослідженнями. Його професійна кар'єра бібліотекаря була паралельна науковій кар'єрі історика. У 1913—1927 роках він був бібліотекарем у Раперсвіллі, одночасно закінчив й 1921 року отримав науковий ступінь доктора філософії в Ягеллонському університеті.
1927 року він назавжди повернувся до Польщі. У 1927—1939 роках як куратор Національної бібліотеки у Варшаві та завідувач відділу рукописів польського музею у Раперсвіллі здійснив декілька закордонних наукових подорожей, зокрема, до Франції та Італії. Він належав до першого редакційного комітету польського біографічного словника. Там він, серед іншого, займався бібліографічною картотекою та її вибіркою у галузі політичної історії Польщі. За свою наукову, видавничу та бібліотечну діяльність Адам Левак 11 жовтня 1937 року отримав Лицарський хрест ордена Відродження Польщі.
1 квітня 1939 року Левак призначений директором бібліотеки Варшавського університету. Він узяв на себе складні обов'язки організаційно-адміністративного характеру. Він зумів зорієнтуватися у загальній бібліотечній справі та окреслити внутрішню робочу програму щодо перегляду каталогів, коли йому довелося взяти на себе ще й інші обов'язки у вересні 1939 року. Необхідно було організувати безпеку будівлі та колекцій проти повітряних атак та пожеж. Влітку під його керівництвом були розпочаті всілякі захисні заходи: найцінніші колекції заховано у підземному сховищі, а саму будівлю було обладнано приладами (технікою) пожежогасіння.
Одразу після вибуху другої світової війни, 5 вересня 1939 року, Левак перейшов до бібліотеки, аби безпосередньо стежити за її безпекою. Він зібрав деякий персонал у сховищі, встановив денну та нічну зміни, рятує наукове обладнання з навколишніх університетських будівель, зокрема з розбомбленого палацу Казимировського, де був шпиталь, переносить поранених до приміщення бібліотеки. У цей час Левак завдяки спокою та відлагодженій внутрішній дисципліні серед працівників університету зумів перебороти паніку, що панувала у колективі та спрямувати всі свої зусилля на збереження того, що можна було врятувати. За це громадянське ставлення та жертовну діяльність він 17 жовтня 1939 року був нагороджений Урядом обложеної Варшави Золотим хрестом Заслуги.
Після капітуляції та вступу німецьких військових частин на територію університету Левак намагається зібрати колишніх бібліотекарів. Ілюзії порушуються дуже швидко. Вже на другий день окупації всіх бібліотекарів викинули, і серйозні зусилля Левака дозволили ввійти лише п'ятьох людей із спеціальним пропуском, і лише на склад. Офіси бібліотеки незабаром передали поліції. Бібліотекарі на чолі з Леваком працювали кілька місяців безкоштовно, вилучаючи уцілілі книги із сміття та солдатських приміщень та упорядковуючи їх.
30 березня 1940 року гестапо заарештувало Левака за звинуваченням в участіу таємній організації. Він провів кілька тижнів у в'язницях Мокотов та Павяк. Після звільнення з в'язниці повернувся до роботи директором Бібліотеки (він обіймав цю посаду за призначенням окупаційної влади та за згодою польських підпільних властей), але фактичне керівництво установою здійснював призначений німецький офіцер Вітте. Почався період постійних боїв. Єдиною зброєю польських бібліотекарів була майстерна саботаж наказів комісара. Незважаючи на посилення контролю, вони були приховані ще цінніше організовувались колекції, таємні читання, а книжки були запозичені для таємної освіти.
Наказ окупанта 1941 року створити Staatsbibliothek шляхом об'єднання Національної і Університетської бібліотек та бібліотеки Красінських був ударом по існуванню та організаційній основі цих трьох наукових варшавських бібліотек.
Переконання та протести польського персоналу не допомогли, колекції почали розбиратись за мовними критеріями: Полоніка була доставлена до Національної бібліотеки, а університетська бібліотека, яка мала обслуговувати німецьку науку, та зарубіжну літературу. «Очищена» від книг і журналів, бібліотека Красинських була виродком під назвою Sonderabteilung, де розміщувались рукописи, інкунабули, антикварні відбитки, гравюри, карти та замітки з усіх бібліотек. Левак вперше діяв із затримкою, переконував уповноваженого в безглуздість його постанов. Згодом він перейшов на відкриту боротьбу.
Він не хотів дозволити відокремленню всіх поляків від університетської бібліотеки. Він звернувся з відповідним меморандумом безпосередньо до головного керівника бібліотеки директора Аба в Кракові, за що Вітте відсторонив його від виконання своїх обов'язків, заборонив йому входити до бібліотеки і вимагав, аби бюро праці перевести його на інші роботи, — «Доктор Левак не підходить для бібліотечної роботи через відсутність відповідної компетентності». За підрахунками, Левак або завадив знищенню або захопленню німцями великої колекції художніх творів, що налічувала близько 1 200 000 одиниць.

28 січня 1945 року він знову очолив бібліотеку Варшавського університету. Він повністю присвятив себе відбудові бібліотеки та відновленню пошкоджень, втрат, завданих їй війною та окупацією. Відповідно до резолюцій Криніцької конференції 1951 року Левак організував нову установу — відділ бібліографічної інформації та провів катеригізацію тематичного каталогу, висвітлюючи актуальні політичні питання.
У 1946 році він отримав право вільного викладання у Варшавському університеті. Був активним членом бібліотечних асоціацій у Швейцарії і Польщі та Польського історичного товариства, членом-кореспондентом Варшавського наукового товариства, співробітником історичної комісії ПАУ, одним із засновників та співредактором Польського біографічного словника, членом правління Варшавського товариства любителів історії.
Коли 1956 року його звільнили з посади директора бібліотеки, він став штатним доцентом Історичного інституту Варшавського університету, він залишив своїх наступників готовими, зорганізованими, значно розширеним по відношенню до довоєнного та внутрішньо упорядкованого процесу наукових робіт, який можна було б розвивати та модернізувати. Найважчі часи для бібліотеки тоді минули.
Помер 25 червня 1963 року на гдинському двірці, коли очікував на потяг. Похований на Повонзківському цвинтарі у Варшаві (секція 47-6-25).

## Праці
- Z listów nieznanych Adama Mickiewicza / Pamiętnik Literacki: czasopismo kwartalne poświęcone historii i krytyce literatury polskiej. — 1921/1922. — t. 19. — № 1/4. — S. 122—127.
- Losy rękopisów Mickiewiczowskich byłego Muzeum Narodowego w Raperswilu / Pamiętnik Literacki: czasopismo kwartalne poświęcone historii i krytyce literatury polskiej. — 1959. — t. 50. —  1. — S. 187—191.
- W kręgu mickiewiczowskim 1848 r.: z powodu prac E. Detti i L. Wellisza / Przegląd Historyczny. — 1948. — T. 38. —  1. — S. 221—236, 371—372.
- Prace i wspomnienia styczniowe Aleksandra Kraushara / Przegląd Historyczny. — 1932—1933. — t. 30. —  2. — S. 268—274.
- Ideologia polskiego romantyzmu politycznego a Mazzini  / Przegląd Historyczny. — 1948. — t. 37. —  2. — S. 311—321.
- Katalog rękopisów Muzeum A. Mickiewicza w Paryżu / oprac. Adam Lewak, przedm. poprzedził Fr. Pułaski, Kraków 1931: recenzja  / Pamiętnik Literacki: czasopismo kwartalne poświęcone historii i krytyce literatury polskiej. — 1931. — t. 28. —  1/4. — S. 342—347.
- Idee przewodnie polskiej polityki zagranicznej / Przegląd Historyczny. — 1937—1938. — t. 34. —  2. — S. 455—466.